# Monomer

Hình 1: chloropren là đơn phân tử của cao su tổng hợp.

Monomer là một đơn vị cấu tạo nên polymer. Đây là khái niệm thường dùng nhiều nhất trong sinh hoá học và sinh học phân tử, phát âm IPA: /'mɑnəmər/ (gốc từ tiếng Hy Lạp mono là "một" và meros là "phần tử"), cũng như tiếng Pháp là "monomère". Trong tiếng Việt thông dụng, khái niệm này từ lâu đã được gọi là đơn phân tử hay gọi tắt là đơn phân.
Ví dụ:
- Chloropren là một đơn phân để tạo ra cao su tổng hợp Neoprene (hay polychloroprene polymer - hình 1).
- Nucleotide là một đơn vị, mà sự trùng phân hoá của chúng đã dẫn đến tạo thành đại phân tử sinh học là acid nucleic. Mỗi đơn vị này là một đơn phân tử, nhưng lại gồm ba phân tử (tiểu đơn vị) tạo thành là: base nitơ, đường pentose (C5) và acid phosphoric.[5][7][8][9] Chẳng hạn, mỗi phân tử RNA có thể do hàng ngàn đơn phân họp lại thành chuỗi mà tạo nên, trong đó RNA là đại phân tử, còn các đơn phân là nucleotide (hình 2).

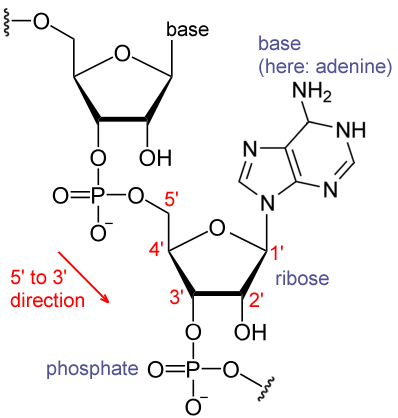
Hình 2: Một nucleotide là một đơn phân tử tạo nên RNA, gồm: 1 gốc phosphat, 1 base nitơ (ở hình này là adenin) và 1 đường pentose (ribose).

- Mỗi đại phân tử nylon gồm chuỗi hai đơn phân khác nhau tạo thành qua phản ứng trùng ngưng (hình 3).
- Mỗi amino acid là một đơn phân tạo thành đại phân tử sinh học protein.

Hình 3: Nilon được hình thành bằng phản ứng trùng hợp hai đơn phân (thu được nước).